# 牛原千恵
牛原 千恵（うしはら ちえ、1966年6月25日 - ）は、元女優、元子役。

## 経歴
映画監督である牛原陽一の娘として東京に生まれる。1979年に監督今井正の『子育てごっこ』の主役に抜擢され、注目を浴びる。1980年、テレビドラマ『優しさごっこ』にて主役を演じ、『1年B組新八先生』にも出演し、人気を得た。その後も、今井正作品やテレビドラマで脇役として出演していたが、結婚後は芸能界の一線を退いた。

## 出演作品

### 映画
- 子育てごっこ（1979年）吏華 役
- ゆき（1981年）主演：ゆき 役（声の出演。アニメ映画）
- ひめゆりの塔（1982年）上原チヨ 役
- 川をわたる風（1991年）
- 落陽（1992年）チャイナドレスの刺客 役

### テレビドラマ
- 風雪の海峡　青函トンネルは、今…（1978年、フジテレビ）
- 死にたがる子（1979年、NHK）
- 走って! 走って!!（1979年、TBS）
- 娘と私の部屋（1979年、TBS）
- 鉄道公安官 第41話「山手線・傷だらけの男を追え!」（1980年、ANB）
- 優しさごっこ（1980年、NHK銀河テレビ小説） - あかり 役
- 1年B組新八先生「キスの味は何の味?」（1980年、TBS）西本知佐子 役
- ある少女の死（1981年、NHKドラマ人間模様）竹内かおる 役
- 父母の誤算（1981年、TBS）中林葉子 役
- 地獄から来た訪問者（1981年、日本テレビ）
- 親と子の誤算（1982年、TBS）今西豊妹 役
- 新東京物語（1982年、NHK）
- 立花登 青春手控え（1982年、NHK）
- 本陣殺人事件（1983年、TBS）鈴子 役
- 木曜ゴールデンドラマ（YTV）
  - 裁かれる母性（1983年）
  - 家族の奇蹟（1986年）
- 千春子（1983年、TBSポーラテレビ小説）
- 酔いどれカラオケ女医者（1985年、ANB）
- 徳川家康（1983年、NHK大河ドラマ）喜乃 役
- 私鉄沿線97分署 第22話「愛のサ・ク・ラ・チ・ル!」（1985年、ANB）佃佐和子 役
- ただいま絶好調! 第8話「涙のリクエスト」（1985年、ANB）
- 迷宮課刑事おみやさん 第5話「3年前の妊娠女子高生殺しが今日…!」（1985年、ABC）
- 愛、風のように…（1986年、HBC）
- 山陰殺人事件（1986年、TBS）
- 必殺仕事人V・旋風編　第12話（1986年、ABC）おしん 役
- 未婚の母でごめんね（1986年、TX）
- 化身（1987年、KTV）
- 受験当日の結婚宣言（1987年、TX）
- 帰ってきた初恋（1989年、CBC）
- 風雲!真田幸村 第18話「幼な子は見た! 炎の六文銭」（1989年、TX）おまち 役
- 月影兵庫あばれ旅 第1シリーズ 第11話「極楽太鼓が鳴る地獄」（1989年、TX） おきよ役

### その他
- なんじゃ・もんじゃ・ドン! (1979年10月1日 - 1980年9月26日、日本テレビ) レギュラー